# Pavlovce (powiat Rymawska Sobota)
Pavlovce – wieś (obec) na Słowacji położona w kraju bańskobystrzyckim, w powiecie Rymawska Sobota. Pierwsze wzmianki o miejscowości pochodzą z roku 1431. 
Według danych z dnia 31 grudnia 2012, wieś zamieszkiwały 392 osoby, w tym 204 kobiety i 188 mężczyzn.
W 2001 roku rozkład populacji względem narodowości i przynależności etnicznej wyglądał następująco:
- Słowacy – 19,32%
- Czesi – 0,28%
- Romowie – 25,85%
- Węgrzy – 54,26%

Ze względu na wyznawaną religię struktura mieszkańców kształtowała się w 2001 roku następująco:
- Katolicy rzymscy – 71,31%
- Ewangelicy – 2,56%
- Ateiści – 7,1%
- Nie podano – 4,55%